# 科蒂夫卡 (丘胡伊夫區)
50°8′4″N 37°4′41″E / 50.13444°N 37.07806°E
科蒂夫卡（烏克蘭語：Котівка）是位於烏克蘭東部的村莊，由哈爾科夫州丘胡伊夫区的沃夫昌斯克市鎮負責管轄。該村始建於1765年，面積0.04平方公里，海拔高度167米，2001年人口258，人口密度每平方公里6,450人。